# Wolf-Dieter Skodowski
Wolf-Dieter Skodowski (* 16. Oktober 1950 in Stralsund) ist ein Brigadegeneral außer Dienst des Heeres der Bundeswehr.

## Leben
Skodowski absolvierte das Abitur 1971 in Hamburg und trat als Soldat auf Zeit mit einer Verpflichtungszeit von drei Jahren beim Panzerbataillon 184 in Neumünster in die Bundeswehr ein. Von 1973 bis 1976 studierte er Pädagogik an der Hochschule der Bundeswehr Hamburg. Anschließend war er Zugführer in der 3. Kompanie des Panzerbataillons 164 in Schwarzenbek, bevor er 1980 Kompaniechef der 2. Kompanie jenen Bataillons wurde.
Von 1983 bis 1985 absolvierte Skodowski den 26. Generalstabslehrgang Heer an der Führungsakademie der Bundeswehr in Hamburg, wo er zum Offizier im Generalstabsdienst ausgebildet wurde. Danach war er zunächst Planungsstabsoffizier an der Führungsakademie der Bundeswehr und ab 1987 G3 Ops der Central Army Group der NATO in Heidelberg. 1990 wurde er Bataillonskommandeur des Panzerbataillons 194 in Münster und wechselte 1991 als Referent für Strategie und operative Planung in den Planungsstab des Bundesministers der Verteidigung. 1993 wurde er zum Kommando Luftbewegliche Kräfte/4. Division nach Regensburg als Chef des Stabes versetzt und wurde 1994 Adjutant des Generalinspekteurs der Bundeswehr. Danach war er 1996/97 International Fellow am Army War College in Carlisle, Vereinigte Staaten, bevor er 1997 Referatsleiter I 4 (Innere Führung) im Führungsstab der Streitkräfte im Bundesministerium der Verteidigung wurde.
Am 26. März 1999 übernahm Skodowski das Kommando über die Panzergrenadierbrigade 1 in Hildesheim als Brigadekommandeur. Währenddessen absolvierte er von Juni bis Dezember 2012 einen Auslandseinsatz der Bundeswehr als Kommandeur der Multinationalen Brigade Süd bzw. Südwest von KFOR in Prizren im Kosovo. 2003 wurde er Assistent Chief of Staff J3/5/7/9 im Joint Headquarters Southwest bzw. Deputy Chief of Staff Operations Land Component Command Madrid der NATO in Spanien, 2004 stellvertretender Divisionskommandeur und Kommandeur Divisionstruppen der Division Luftbewegliche Operationen in Veitshöchheim. In seiner letzten Verwendung ab August 2006 war er Assistent Chief of Staff Plans and Policy (J5) im Allied Joint Force Command Naples der NATO in Neapel, Italien. Mit Ablauf des Oktober 2009 wurde er in den Ruhestand versetzt.
Skodowski ist seit 2010 Dozent an der Hochschule Harz für den Master of Business Administration. Er ist verheiratet und evangelischer Konfession.